# Giulio Rasponi

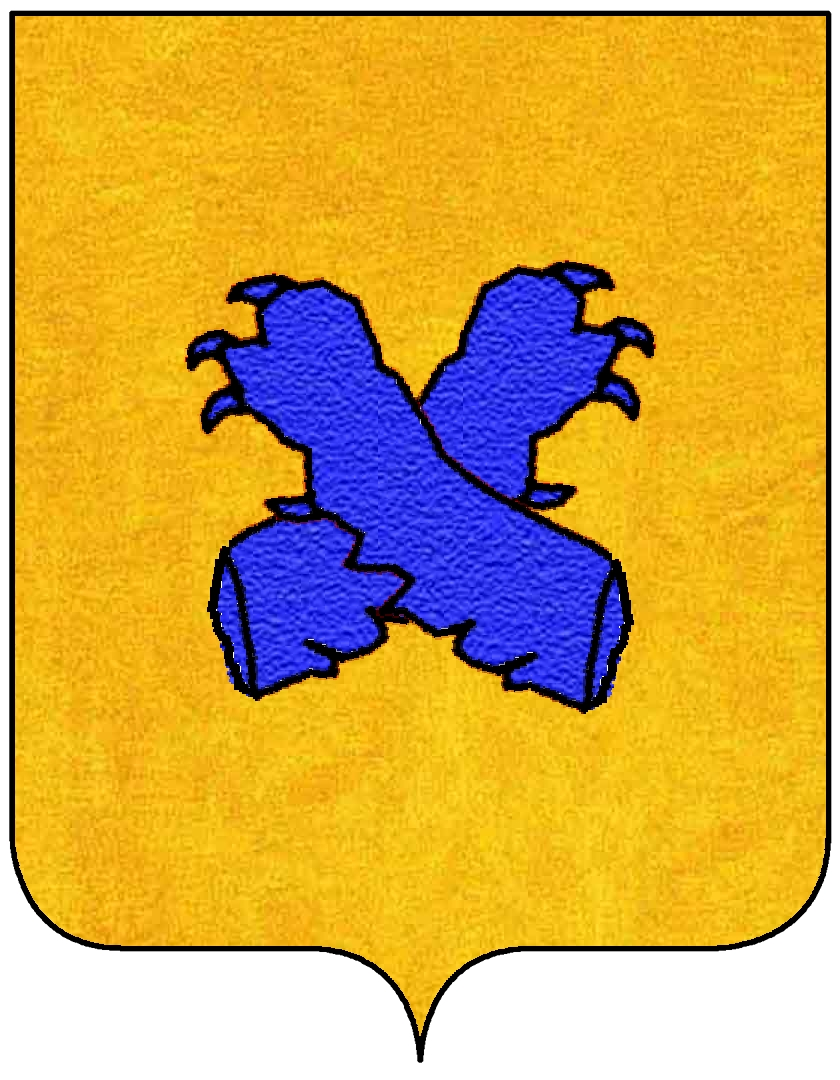
Stemma Rasponi

Il conte Giulio Rasponi (Ravenna, 19 febbraio 1787 – Firenze, 18 luglio 1876) è stato un politico e banchiere italiano.

## Biografia
Appartenente a un'aristocratica famiglia romagnola, da secoli al centro delle vicende politico sociali di Ravenna, nel 1825 sposò la principessa Luisa Giulia Murat (1805-1889), figlia di Gioacchino Murat e di Carolina Bonaparte, pertanto nipote di Napoleone Bonaparte. Vicino ai carbonari, il suo salotto divenne luogo di ritrovo e di dibattito dei patrioti liberali. Rasponi ebbe un ruolo attivo nei moti del 1831 come vice presidente della Commissione del Governo provvisorio istituito dai carbonari nelle Province Unite Italiane.
Nel 1839, assieme ad altri esponenti dell'aristocrazia locale fondò la Cassa di Risparmio di Ravenna e venne nominato Presidente della Commissione Municipale. Dal 1848 al 1850 fu presidente della Cassa di Risparmio. A lui si deve il restauro e l'ampliamento di Palazzo Rasponi Murat. 
Fu padre di Gioacchino Rasponi Murat e di Achille Rasponi Murat e  nonno di Gabriella Rasponi Spalletti (1853 – 1931), presidentessa (1903) del Consiglio Nazionale delle Donne Italiane e pioniera dell'associazionismo femminile.